# Stazione di Sant'Agata di Militello
La stazione di Sant'Agata di Militello è una stazione ferroviaria posta sulla linea Palermo-Messina e serve il centro abitato di Sant'Agata di Militello.
Il fascio binari è costituito da 5 binari di circolazione muniti di marciapiede e collegati da un sottopassaggio pedonale, più due binari di scalo.
È dotata di biglietteria a sportello e di biglietteria automatica self-service. Al suo interno sono presenti la mensa ferroviaria ed un bar chiusi a causa della fine del contratto di locazione per gara d'appalto.
La stazione è presenziata da Dirigente Movimento (DM), che gestisce la circolazione nell'impianto e si interfaccia con il Dirigente Centrale Operativo (DCO) di Palermo.
Hanno fermata nella stazione di Sant'Agata di Militello i treni a lunga percorrenza e i regionali veloci della relazione Palermo-Messina, mentre in essa hanno origine e termine corsa i treni regionali delle relazioni Messina-Sant'Agata e Palermo-Sant'Agata; l'impianto costituisce, pertanto, un importante snodo per i servizi operati da Trenitalia nell'ambito dei servizi universale e regionale.